# Pokalturneringen i ishockey for kvinder 2022-23
Pokalturneringen i ishockey for kvinder 2022-23 var den tredje udgave af Pokalturneringen i ishockey for kvinder. Turneringen blev arrangeret af Danmarks Ishockey Union og afviklet med deltagelse af fire hold, der først spillede semifinaler efterfulgt af en finale, alle i form af én kamp. Finalen blev spillet som en del af mændenes Metal Final4 i Aalborg.
Titlen blev vundet af Rødovre Mighty Bulls Q, som i finalen besejrede Hvidovre IK med 3-2.

## Semifinaler
Kampen mellem Rødovre og Odense blev afviklet som en del af DM-grundspillet, hvor en af holdenes indbyrdes kampe ligeledes gjaldt som pokalsemifinale.
| Dato       | Kl.   | Kamp                                | Res.  | Perioder      | Tilsk. | Ref.        |
| ---------- | ----- | ----------------------------------- | ----- | ------------- | ------ | ----------- |
| 21. januar | 15:20 | Rødovre Mighty Bulls Q – Herning IK | 12–10 | 4-0, 5-1, 3-0 | 45     | Kamprapport |
| 24. januar | 19:30 | Hvidovre IK – Odense IK             | 4–1   | 3-0, 0-0, 1-1 | 31     | Kamprapport |

## Finale
Pokalfinalen blev afgjort i én kamp mellem vinderne af de to semifinaler og afviklet som en del af Metal Final4 2022-23.
| Dato        | Kl.   | Kamp                                 | Res. | Perioder      | Tilsk. | Ref.        |
| ----------- | ----- | ------------------------------------ | ---- | ------------- | ------ | ----------- |
| 18. februar | 12:00 | Rødovre Mighty Bulls Q – Hvidovre IK | 3–2  | 1-0, 1-1, 1-1 | 219    | Kamprapport |